# ميل تشارلز
ميل تشارلز (بالإنجليزية: Mel Charles)‏ (14 مايو 1935 في المملكة المتحدة - 24 سبتمبر 2016) هو كاتب سير ذاتية ولاعب كرة قدم بريطاني في مركزي الهجوم والدفاع، شارك في كأس العالم 1958. وشارك مع منتخب ويلز تحت 21 سنة لكرة القدم ومنتخب ويلز لكرة القدم. أما مع النوادي، فقد لعب مع بورت فايل وسوانزي سيتي وكارديف سيتي وليدز يونايتد ونادي أرسنال ونادي أوزورتي تاون ‏ ونادي بورثمادوغ وهافرفوردويست ‏.

## وصلات خارجية
- ميل تشارلز على موقع الاتحاد الدولي (مؤرشف)  (الإنجليزية)
- ميل تشارلز على موقع قاعدة بيانات كرة القدم.إي يو (الإنجليزية)
- ميل تشارلز على موقع ناشيونال فوتبول تيمز (الإنجليزية)
- ميل تشارلز على موقع عالم كرة القدم.نت (الإنجليزية)